# Maralrod
Maralrod (Rhaponticum carthamoides), også kaldet maralplante eller hjorterod, er en planteart inden for kurvblomst-familien (Asteraceae). Navnet er afledt af wapiti-hjortearten maral (Cervus canadensis sibiricus), der lever i Altaj-bjergene, og som indtager denne planteart, især når den er såret. Inden for russisk folkemedicin tilskrives maralroden mange positive egenskaber, hvorfor den også dyrkes som lægeurt.

## Beskrivelse

### Udseende og blade
Maralrod vokser som en flerårig, urteagtig plante, hvis væksthøjde når op på 60 til 90 centimenter. Den uspaltede stængel fremviser en diameter på omkring 1 centimeter og er sparsomt dækket hår af flercellede (arachnoide) trichomer.
De grønne løvblade danner små klynger og er fordelt langs stænglen. De nederste og nedre blade fre til midten af stænglen er kortstilkede og når op på en længde af 13-25 cm og bredde på ca. 7 cm, med et elliptisk eller lancet-agtigt omrids, fjersnitdelt grænsende til fjerlappet med fem til otte par bladlapper eller bladafsnit. Disse bladlapper eller bladafsnit er mere eller mindre lancet-agtige, løbende ud i et spids i den øverste ende og med savtakket kant. Langs bladenes kanter forekommer der et sparsomt lag af flercellede (arachnoide) trichomer.
Rodnettet er kraftigt, bestående i en rodstok og et vidt forgrenet rodnet.
Maralrod er bestandig mod vinter og kulde, er heliofytisk (kræver meget sollys) og begrænset fugtkrævende.

### Blomsterstand og blomstring
I den kinesiske Xinjiang-provins ligger blomstringen i juli. Der er en enkelt kurveformet blomsterstand på en hver stængel. Blomsterkurven, eller rettere dækbladene, udviser et tværsnit på fra 4,5 til 6 cm. Der er fra 10 til 12 rækker dækblade, der lægger sig som teglsten på et hustag. De yderste og frem til de midterste dækblade er uden stilk 5-10 centimeter lange samt 4-5 centimeter brede og purpurrøde. De brune læderagtige stilke på de midterste dækblade er af længde og bredde på 7 mm og mere eller mindre smalt æggeformede, brede trekantede eller næsten rombiske, flade eller bagudbøjede og behårede. De indre og inderste dækblade er 15 til 18 mm lange, stilken fraregnet, og 2-3 mm brede, lancetformede eller udstrakte lancetformede og behårede. De inderste dækblades brune læderagtige stilke er af en længde på fra 6 til 8 millimeter såvel som bredde på 2 til 5 millimeter, æggeformede og behårede. I blomsterkurvene er der kun rørformede blostre. De tvekønnede fertile rørformede blostre er rosa- eller purpurfarvede og 2,5 cm lange.

### Frugt og fnok
De brune fnokker har en længde af ca. 7 millimeter, er af smal ellipsoid beskaffenhed med en savtakket kant øverst. Fnokken (lat. pappus) har flere rækker af korte, fjeragtige, fra gullige til lysbrune åragtige udvækster, hvoraf de længste kommer op på 1,8 cm. I den kinesiske provins Xinjiang modner frugterne i juli.

### Kromosomtal
Kromosomtallet udgør 2n = 24.

## Forekomst
Rhaponticum carthamoides er en endemisk planteart, som forekommer naturligt i et område, der strækker sig fra det sydlige Sibirien over Kasakhstan og frem til Altaj-regionen. Rhaponticum carthamoides forekommer i den kinesiske autonome region nordvestlig Autonom Region Xinjiang Uyghur, i det vestlige Mongoliet, i det sydøstlige Kasakhstan og i de russiske sibiriske føderale enheder Altaj, Republikken Burjatia, Gorno-Altaj, sydlige Irkutsk oblast, Kemerovo oblast, sydlig Krasnojarsk kraj såvel som Tuva. Herunder vokser maralrod frem for alt i subalpine vækstzoner i en højde fra 1200 til 1900 meter, men også i alpine zoner, især i Altaj- og Sajanbjergene. I Xinjiang trives den i højder af 2000-2700 meter.
I det østlige Europa (Hviderusland, Litauen) samt i Rusland dyrkes maralroden på store flader,  og kan under rette forhold høstes to gange om året.

## Taxonomi
Den første beskrivelse af planten er fra 1803 under navnet (Basionym) Cnicus carthamoides af Carl Ludwig Willdenow i hans Species Plantarum, 4. Auflage, Band 3, Teil 3, S. 1686. Den nyere kombination til Rhaponticum carthamoides Skabelon:Person blev offentliggjort i 1933 af Modest Michailowitsch Iljin i Trudy Botanicheskogo Instituta Akademii Nauk S S S R. Ser. 1, Flora i Sistematika Vysshikh Rastenii. Moscow & Leningrad, 1, s. 204. Andre synonymer for Rhaponticum carthamoides Skabelon:Person er Leuzea carthamoides Skabelon:Person, Serratula carthamoides Skabelon:Person, Stemmacantha carthamoides Skabelon:Person.

## Indholdsstoffer
De underjordiske plantedele, blade og frø af maralrod er rige på flavonoider, anthocyaner, stilben og steroider. Flavonoiderne har et grundskelet af kaempferol og eriodictyol. De vigtigste repræsentanter for steroiderne er 5α-20-Hydroxyecdyson (20E), Integristeron A og B, makisteron C, taxisterson og det karakteristiske leuzeasteron. Herunder er 20E det hyppigst forekommende ecdysteroid med en koncentration af 0,04-0,81 % (i rødderne), 0,03 – 1,22 % (overjordiske plantedele) og 0,27 – 1,51 % (frøene) i forhold til den indtørrede plantemasse. Der har kunnet analyseres i alt op til 50 yderligere ecdysteroidkomponenter. I plantens rødder er der tillige fundet æteriske olier i en koncentration på op til 0,2 %.

## Anvendelse
Maralrod har på grund af de tilskrevet positive medicinske virkninger i århundreder fundet anvendelse i de østlige dele af Rusland blandt sundhedspersonale. Især rhizom og roddelene har fundet anvendelse i tinkturer, urtete, eliksirer. Ved dyreforsøg er der påvist adaptogene egenskaber, såsom stimulation af immunforsvaret, indfangning af frie radikaler såvel som en forhøjet proteinbiosyntese, hånd i hånd med en øget hukommelsespræstation og forhøjede såvel fysiske som kardiovaskulære præstationer. Ydermere er der observeret en bedret sædkvalitet. Årsagen hertil tilskrives ecdysteroiderne, hovedsagligt 20E.
Produkter af de tørrede plantedele blev i lang tid udleveret til sovjetiske sportsfolk som et præstationsfremmende middel.

## Toxikologi
Af alle ecdysteroidholdige plantearter lader Rhaponticum carthamoides til at besidde den ringeste toksicitet. Selv ved meget høje mængder af ætanol-holdige ekstrakter kunne der ikke påføres nogle dødsfald ved forsøg med mus. Tillige kunne der ikke fastslås nogen embryotoksisk effekt af 20E. Det i rødderne forekommende Thiophenpolyacetylen kunne dog fremkalde phototoksiske reaktioner.

## Weblinks
- Wikimedia Commons har flere filer relateret til Saflor-Bergscharte (Rhaponticum carthamoides)
- Maral Root Leuzea cahamoides or Rhaponticum carthamoides.
- Illustrationen bei der Flora of China: Blütenkorb und Achäne sowie Pappus.